# Solomon (Händel)
Solomon (deutsch: Salomo oder Salomon; HWV 67) ist ein Oratorium in drei Teilen von Georg Friedrich Händel.

## Entstehung

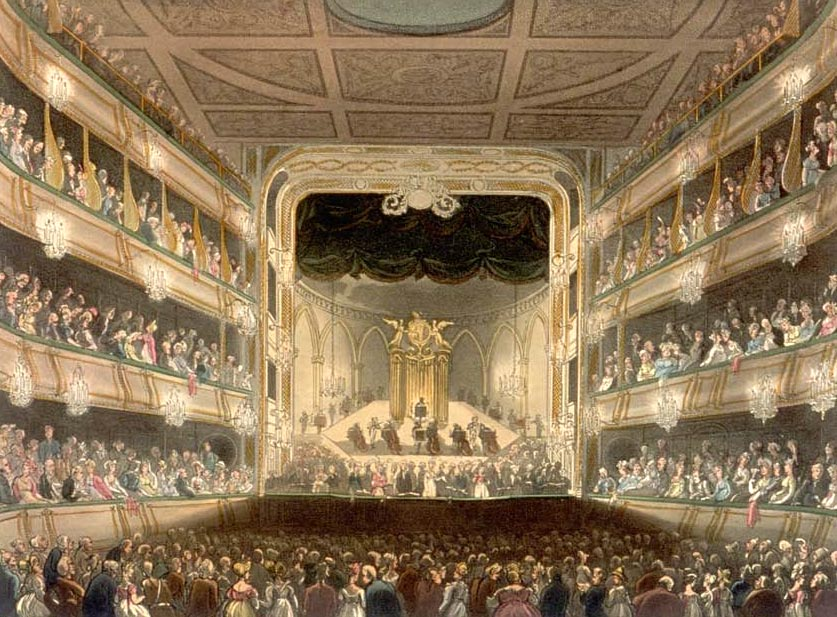
Theatre Royal Covent Garden, Ort der Uraufführung von Solomon

Händel begann am 5. Mai 1748 mit der Arbeit am Solomon. Er beendete den ersten Akt am 23. Mai und füllte bis zum 26. Mai die Stimmen aus. Die Arbeit an den beiden anderen Akten schloss er vollständig am 13. Juni ab.
Die Uraufführung fand am 17. März 1749 im Theatre Royal in Covent Garden, London statt.

## Libretto
Der Librettist des Werks ist unbekannt. Es ist zwar vermutet worden, dass Thomas Morell den Text geliefert haben könnte, aber Winton Dean argumentiert, dass die Naturmetaphern eher ungewöhnlich für Morells trockenen Stil seien.
Das Libretto basiert im Wesentlichen auf den Büchern der Könige (1 Kön 3,16-28 ) und der Chronik (2 Chr 1-9 ). Geschildert wird zunächst die Einweihung des Jerusalemer Tempels, anschließend die Weisheit des israelitischen Königs im Urteil des Salomo. Für den Besuch der Königin von Saba fanden die Antiquitates Judaicae des jüdischen Geschichtsschreibers Flavius Josephus Verwendung.

## Musik
Der Einzug der Königin von Saba, mit dem der dritte Akt eröffnet wird, ist außerhalb des gesamten Werks bekannt geworden. Dieses Instrumentalstück erklang anlässlich der Eröffnungsfeier der Olympischen Sommerspiele 2012, als James Bond, dargestellt von Daniel Craig, Königin Elisabeth II. aus dem Buckingham Palace geleitete.

## Personen
Die Besetzung wurde bei der Uraufführung von folgenden Sängern gesungen:
- Solomon (Salomo) – Caterina Galli (Mezzosopran)
- Salomos Gemahlin – Giulia Frasi (Sopran)
- Königin von Saba – Giulia Frasi
- Zwei Weiber – Sibilla Pinto (Sopran)
- Zadok, ein Priester – Thomas Lowe (Tenor)
- Levit – Henry Theodore Reinhold (Bass)